# Monteplain
Monteplain település Franciaországban, Jura megyében. Lakosainak száma 148 fő (2022. január 1.). Monteplain Louvatange, La Barre és Ranchot községekkel határos.

## Népesség
A település népességének változása:
| Lakosok száma | 53   | 36   | 96   | 164  | 133  | 135  | 132  | 132  | 137  | 148  |
|               | 1968 | 1982 | 1990 | 2006 | 2013 | 2015 | 2017 | 2019 | 2020 | 2022 |